# Peperomia simulans
Peperomia simulans är en pepparväxtart som beskrevs av C. Dc.. Peperomia simulans ingår i släktet peperomior, och familjen pepparväxter. Inga underarter finns listade i Catalogue of Life.